# Свежий авокадо
«Свежий авокадо» (Свежий гуакамоле, англ. Fresh Guacamole) — американский короткометражный мультипликационный фильм, режиссёра Адама Песапейна (известного под псевдонимом PES). Фильм был номинирован на премию «Оскар» в категории «Лучший короткометражный анимационный фильм». Мультфильм считается самой короткой лентой из всех, когда-либо номинированных на «Оскар», ведь его продолжительность — всего 1 минута 40 секунд. Данный видеоролик на момент 2023 года уже набрал более 466 миллионов просмотров на площадке YouTube.

## Прокат
После номинации на «Оскар» фильм вместе со всеми остальными короткометражными номинантами был выпущен в прокат в кинотеатрах ShortsTV.

## Сюжет
В фильме используется техника пикселизации. В центре внимания руки мужчины (самого PES), готовящего гуакамоле из привычных предметов, которые при каждом разрезе превращаются во что-то другое, часто формируя (непроизнесенные) каламбуры. Например, бейсбольный мяч разрезается пополам и вдруг превращается в горку игральных кубиков, пока его нарезают кубиками. Каждый из предметов также напоминает ингредиент, на самом деле используемый в аутентичном рецепте гуакамоле — граната с бордовым бильярдным шаром № 7 в центре похожа на авокадо и косточку соответственно, бейсбольный мяч напоминает лук, красная игольница — помидор, зеленый миниатюрный мяч для гольфа напоминает лайм, зеленая рождественская лампочка — перец халапеньо, а шахматные фигуры короля и королевы напоминают солонку и перечницу. Конечный результат — «свежее гуакамоле», подаваемое с гарниром из «покерных фишек».